# Liste der Biografien/Schnet
Liste der Biografien |
Portal Biografien |
Personensuche
# |
A |
B |
C |
D |
E |
F |
G |
H |
I |
J |
K |
L |
M |
N |
O |
P |
Q |
R |
S |
T |
U |
V |
W |
X |
Y |
Z |
?
 
Sa |
Sb |
Sc |
Sd |
Se |
Sf |
Sg |
Sh |
Si |
Sj |
Sk |
Sl |
Sm |
Sn |
So |
Sp |
Sq |
Sr |
Ss |
St |
Su |
Sv |
Sw |
Sy |
Sz
 
Sca–Sce |
Sch |
Sci–Scz
 
Scha |
Schc |
Schd |
Sche |
Schg |
Schi |
Schj |
Schk |
Schl |
Schm |
Schn |
Scho |
Schp |
Schr |
Schs |
Scht |
Schu |
Schv |
Schw |
Schy
 
Schna |
Schne |
Schni |
Schno |
Schnu |
Schny
 
Schneb |
Schnec |
Schned |
Schnee |
Schneg |
Schneh |
Schnei |
Schnek |
Schnel |
Schnep |
Schner |
Schnet |
Schneu |
Schnew |
Schney |
Schnez
Die Liste der Biografien führt alle Personen auf, die in der deutschsprachigen Wikipedia einen Artikel haben. Dieses ist eine Teilliste mit 28 Einträgen von Personen, deren Namen mit den Buchstaben „Schnet“ beginnt.

## Schnet

### Schnetg
- Schnetger, Gottfried (1770–1861), preußischer Kaufmann und Eigentümer von Schloss Machern

### Schnett
- Schnetter, Martin (1906–1985), deutscher Zoologe und Museumsdirektor
- Schnetter, Michael (1788–1854), deutscher katholischer Priester des Bistums Speyer und Domkapitular in Mainz
- Schnetter, Richard (1884–1943), deutscher Politiker (SPD, USPD, KPD), MdL Preußen
- Schnettger, Matthias (* 1965), deutscher Historiker
- Schnettler, Albert (1896–1967), deutscher Wirtschaftswissenschaftler
- Schnettler, Bernt (* 1967), deutscher Soziologe
- Schnettler, Cleophana (1898–1945), deutsche Steyler Missionsschwester und Märtyrin

### Schnetz
- Schnetz, Jean-Victor (1787–1870), französischer Maler
- Schnetz, Joseph (1873–1952), deutscher Gymnasiallehrer und Namensforscher
- Schnetz, Wolf Peter (1939–2024), deutscher Schriftsteller und Publizist
- Schnetzer, Ben (* 1990), US-amerikanischer SchauspielerBen Schnetzer (* 1990)

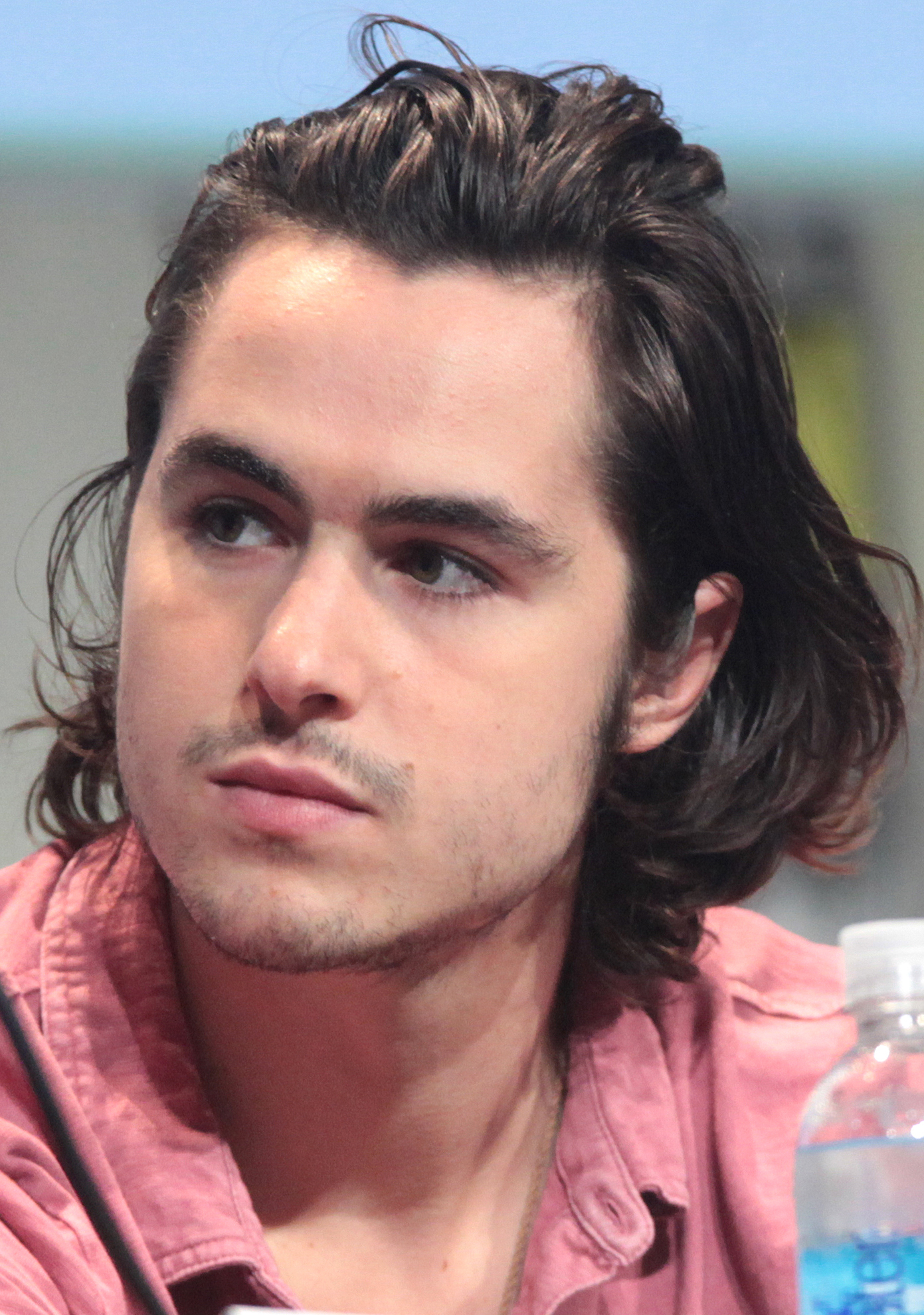
Ben Schnetzer (* 1990)

- Schnetzer, Bernhard (1937–2013), deutscher Kunstmaler
- Schnetzer, Dominique (* 1998), Schweizer Unihockeyspielerin
- Schnetzer, Florian (* 1989), österreichischer Volleyball- und Beachvolleyballspieler
- Schnetzer, Hans (1894–1994), deutscher Architekt und Baubeamter
- Schnetzer, Josef (1905–1993), österreichischer Maler
- Schnetzer, Julia (* 1985), deutsche Meeresbiologin und Autorin
- Schnetzer, Patrick (* 1993), österreichischer Radballspieler
- Schnetzer, Ramón (* 1996), österreichischer Eishockeyspieler
- Schnetzer, Richard (1876–1955), deutscher Verwaltungsjurist und Bezirksoberamtmann
- Schnetzer, Stephen (* 1948), US-amerikanischer Schauspieler
- Schnetzky, Herman (1850–1916), deutschamerikanischer Architekt
- Schnetzler, Alexander (* 1979), deutscher Fußballspieler
- Schnetzler, André (1855–1911), Schweizer Politiker
- Schnetzler, Jean Balthasar (1823–1896), Schweizer Naturwissenschaftler
- Schnetzler, Karl (1846–1906), deutscher Verwaltungsjurist, Oberbürgermeister der Stadt Karlsruhe
- Schnetzler, Kaspar (* 1942), Schweizer Schriftsteller